# Korcsmáros György
Korcsmáros György (Budapest, 1952. október 26. – 2022. október 25.) Jászai Mari-díjas magyar színész, rendező, érdemes művész. Korcsmáros Pál grafikus, könyvillusztrátor, képregényrajzoló fia.

## Élete
Várkonyi Zoltán osztályában 1978-ban színész, Zsámbéki Gábor osztályában 1982-ben rendezői diplomát szerzett a Színház és Filmművészeti Főiskolán. 1978–1979 között a Vígszínház, 1981–1982 között a Budapesti Gyermekszínház tagja volt. 1982–1985 között a Madách Színházban dolgozott mindkét minőségében. 1985–1989 között az Arany János Színház, 1989–1990 között a Rock Színház főrendezője, 1990–1992 között a Szegedi Nemzeti Színház prózai tagozatvezetőjeként dolgozott.
1992-től 2007-ig a Győri Nemzeti Színház igazgatója, számos darabot is rendezett. 1999–2007 között a Vidéki Színházigazgatók Egyesületének elnöke volt. 1994-ben Jászai Mari-díjat kapott. 2010-ben érdemes művész lett.
2022. október 25-én az esti órákban, több hónapos betegség után, négy és fél órával a 70. születésnapja előtt hunyt el.

## Munkássága

### Filmszerepek
- Fekete gyémántok (1976) − Oszkár báró
- A néma dosszié (1977)
- A király meztelen (1978; tévéfilm)
- A váratlan utazás (1978; tévéfilm)
- Krétakör (1978; tévéfilm)
- Talpsimogató (1978; tévéfilm)
- Az aula (1979; tévéfilm)
- Az ezernevű lány (1979; tévéfilm) − Gergő
- Csillag a máglyán (1979)
- Megtörtént bűnügyek – 8. rész: A holtak nem beszélnek (1979; tévésorozat)
- A waterlooi csata (1981; tévéfilm)
- Irány Caracas (1981; tévéfilm) − Karcsi
- A nyomozás (1982; tévéfilm)
- Mint oldott kéve 1-7. (1982; tévésorozat)
- A Pincérfrakk utcai cicák (1984; papírkivágásos tévéfilm) − Kuvasz (hang)
- Örökkön-örökké (1984; tévéfilm)
- Zsákutca (1984; tévéfilm)
- Széchenyi napjai (1985; tévésorozat)
- Vízipók-csodapók III. (1985; rajzfilmsorozat) − Gyalogcincér #1 (hang)
- Gyilkosság két tételben (1987; tévéfilm) − Főnök
- Erőltetett menet (1988) – Fogoly #1
- Helyet az ifjúságnak! (1995; tévéfilm)
- A rossz orvos (1996) – Ügyvéd
- A három testőr Afrikában (1996) – Pitman
- A nagy fejedelem (1997; tévéfilm) – Első polgár
- Komédiások - Színház az egész… (2000; tévésorozat) (forgatókönyvíró is) – Sultejsz Kornél
- Színház a kulisszák mögött (2000, tévésorozat) (rendező és forgatókönyvíró is)
- X – A rendszerből törölve (2018) – Magda Péter

### Szinkronszerepek
| Filmek | Filmek                                                                        | Filmek                | Filmek              | Filmek      |
| Év     | Cím                                                                           | Szereplő              | Színész             | Szinkron év |
| ------ | ----------------------------------------------------------------------------- | --------------------- | ------------------- | ----------- |
| 1952   | Hölgy kaméliák nélkül                                                         | Giovanni              | N/A                 | 1981        |
| 1958   | A férfi is tolvaj, a nő is tolvaj                                             | N/A                   | N/A                 | 1980        |
| 1964   | Fekete Péter (2. magyar szinkron)                                             | Čenda                 | Vladimír Pucholt    | 1979        |
| 1969   | Királyi harc a Napért (1. magyar szinkron)                                    | N/A                   | N/A                 | 1985        |
| 1970   | Eper és vér                                                                   | Elliot                | Bob Balaban         | 1980        |
| 1970   | Kelly hősei                                                                   | Fisher                | Dick Balduzzi       | 1984        |
| 1971   | Az utolsó mozielőadás                                                         | Monroe                | Gordon Hurst        | 1978        |
| 1975   | Columbo – V/6. rész: Utolsó üdvözlet a kapitánynak (1. magyar szinkron)       | N/A                   | N/A                 | 1978        |
| 1976   | Ádáz hajsza                                                                   | Hosoi, segéd detektív | Óvada Sinja         | 1985        |
| 1977   | A milliomos                                                                   | N/A                   | N/A                 | 1978        |
| 1977   | A reménység szele                                                             | Grimanyin             | Alekszandr Fjodorov | 1979        |
| 1977   | Columbo – VI/3. rész: A szuperintelligens gyilkos csődje (1. magyar szinkron) | N/A                   | N/A                 | 1983        |
| 1977   | Evezz egyedül!                                                                | N/A                   | N/A                 | 1980        |
| 1977   | Piszkos munka                                                                 | Dick                  | Christopher Pate    | 1985        |
| 1978   | Hála tűzön-vízen át                                                           | Heinz                 | Alexander Waechter  | 1983        |
| 1978   | Kacsavadászat                                                                 | N/A                   | N/A                 | 1980        |
| 1979   | A lator                                                                       | N/A                   | N/A                 | 1982        |
| 1979   | Moszkva nem hisz a könnyeknek                                                 | N/A                   | N/A                 | 1981        |
| 1981   | Eltűntnek nyilvánítva (3. magyar szinkron)                                    | Amerikai nagykövet    | Richard Venture     | 2007        |
| 1982   | A király, akinek nem volt szíve                                               | Ravasz János          | Asko Sarkola        | 1985        |
| 1984   | Helló, Einstein!                                                              | Besso                 | Mattia Sbragia      | 1986        |
| 1983   | A madarak szeme                                                               | N/A                   | N/A                 | 1986        |
| 1983   | Szenvedélyes bolondság                                                        | N/A                   | N/A                 | 1985        |
| 1996   | Szemet szemért (2. magyar szinkron)                                           | N/A                   | N/A                 | 2009        |
| 2009   | Buliszerviz 3. – A gólyák éve                                                 | Dawkins tiszteletes   | Leland L. Jones     | 2010        |
| 2012   | Bennfentes játék                                                              | N/A                   | N/A                 | 2014        |
| 2012   | Tökös csávó                                                                   | Miller atya           | Richard Riehle      | 2013        |
| 2012   | Úton                                                                          | N/A                   | N/A                 | 2013        |

| Rajz- és animációs filmek | Rajz- és animációs filmek | Rajz- és animációs filmek                    | Rajz- és animációs filmek | Rajz- és animációs filmek |
| Év                        | Cím                       | Szereplő                                     | Szinkronhang              | Szinkron év               |
| ------------------------- | ------------------------- | -------------------------------------------- | ------------------------- | ------------------------- |
| 1978                      | Télapó és a farkas        | Hóember                                      | Gotlib Ronyinszon         | 1984                      |
| 1981                      | Mickey és Donald          | Tiki, Niki és Viki                           | Clarence Nash             | 1987                      |
| 1981                      | Mickey és Donald          | További szereplők                            | N/A                       | 1987                      |
| 1985                      | Vámpírok Havannában       | Az olasz vámpírok képviselőjeRakodómunkás #1 | N/A                       | 1986                      |
| 1993                      | Ninja Scroll              | A Sötét Sógun nindzsája                      | Szaka Oszamu              | 2008                      |
| 2009                      | Archer I.                 | Len Trexler                                  | Jeffrey Tambor            | 2013                      |
| 2011                      | Dead Space: Utójáték      | N/A                                          | N/A                       | 2014                      |

| Sorozatok | Sorozatok                  | Sorozatok | Sorozatok | Sorozatok   |
| Év        | Cím                        | Szereplő  | Színész   | Szinkron év |
| --------- | -------------------------- | --------- | --------- | ----------- |
| 2007      | Mad Men – Reklámőrültek I. | N/A       | N/A       | 2008        |
| 2013      | Fekete tükör II.           | N/A       | N/A       | 2013        |

Számos színpadi mű és adaptáció, televíziós sorozat szerzője. Különböző posztokon összesen 22 éven át dolgozott színházi vezetőként.